# Ліпська-Воля
Ліпська-Воля (пол. Lipska Wola) — село в Польщі, у гміні Ґловачув Козеницького повіту Мазовецького воєводства.
Населення — 61 особа (2011).
У 1975-1998 роках село належало до Радомського воєводства.

## Демографія
Демографічна структура станом на 31 березня 2011 року:
|          | Загалом | Допрацездатний вік | Працездатний вік | Постпрацездатний вік |
| -------- | ------- | ------------------ | ---------------- | -------------------- |
| Чоловіки | 30      | 4                  | 20               | 6                    |
| Жінки    | 31      | 6                  | 12               | 13                   |
| Разом    | 61      | 10                 | 32               | 19                   |